# Reserva Natural integral del Mont Nimba
La Reserva Natural Integral de la muntanya Nimba va ser fundada el 1943 a Costa d'Ivori i el 1944 a Guinea. El cantó guineà va ser internacionalment reconegut com a Reserva de la Biosfera el 1980 i, el 1981, va ser inscrit per la UNESCO en la llista dels llocs que són Patrimoni de la Humanitat; el lloc va ser ampliat el 1982 per incloure el sector ivorià. Contigua a aquestes reserves, està la de Libèria, que va ser proposada per a ser igualment inclosa.
La reserva va ser inscrita el 1992 a la Llista del Patrimoni de la Humanitat en perill com a resultat de dos factors: la proposta de concessió d'una mina de ferro a un consorci internacional i la instal·lació d'un gran nombre de refugiats a la part guineana.Tot i que el govern de Guinea va crear un "Centre de Gestió Ambiental de la Muntanya Nimba" i va haver de redefinir els límits de la zona, el 1999 continuava encara en marxa el projecte de mina, fora de la regió protegida. Assegurant, tant el govern, com els inversors, a la comunitat internacional que faran tots els esforços per mantenir la integritat ecològica del lloc.

## Muntanya Nimba
La muntanya Nimba, localitzada a la frontera entre Guinea, Libèria i Costa d'Ivori, amb una altitud de 1.752 m, està coberta per densos boscos, i té en les seves vessants pastures de muntanya.
Aquests hàbitats són especialment rics en flora i fauna, amb diverses espècies endèmiques, com el gripau vivípar i els ximpanzés que fan servir pedres com a instruments.